# Sarvákloof
Sarvákloof (Sarvágorsa) is een kloof binnen de Zweedse gemeente Kiruna. De kloof loopt west-oost. In de kloof stroomt de Sarvárivier. De kloof snijdt een bergplateau door midden; de bergen hebben toppen van 1100 meter of meer.